# روما قاي
روما قاي (بالإنجليزية: Roma Guy)‏ هي ناشطة حقوق إل جي بي تي أمريكية، ولدت في 1942 في مين في الولايات المتحدة.